# Wichita Thunder
Wichita Thunder är ett amerikanskt professionellt ishockeylag som spelar i den nordamerikanska ishockeyligan ECHL sedan 2014. De grundades dock redan 1992 för spel i Central Hockey League (CHL). Laget spelar sina hemmamatcher i inomhusarenan Intrust Bank Arena, som har en publikkapacitet på 13 450 åskådare vid ishockeyarrangemang, i Wichita i Kansas. Laget är samarbetspartner med Edmonton Oilers i National Hockey League (NHL) och Bakersfield Condors i American Hockey League (AHL). De har ännu inte vunnit någon Kelly Cup, som är trofén till det lag som vinner ECHL:s slutspel, men de vann dock två William "Bill" Levins Memorial Cup, som var trofén till det lag som vann CHL:s slutspel mellan 1992 och 2000, när de spelade i den ligan.
Spelare som har spelat för dem är bland andra Tyler Bunz, Scott Darling, Chris Driedger, George Halkidis, Pierre-Cédric Labrie, John McFarland, Matt O'Connor, Dylan Olsen, Theo Peckham, Jack Rodewald och Dana Tyrell.